# Katica Ivanišević
Katica Ivanišević (ur. 11 stycznia 1935 w Omišalju, zm. 17 lipca 2024) – chorwacka filolog, literaturoznawca i nauczyciel akademicki, profesor, w latach 1993–1998 rektor Uniwersytetu w Rijece, od 1994 do 2001 przewodnicząca wyższej izby chorwackiego parlamentu.

## Życiorys
Absolwentka anglistyki i italianistyki na Uniwersytecie Lublańskim. Kształciła się także w King’s College London i na Uniwersytecie dla Obcokrajowców w Perugii. W 1977 uzyskała magisterium z zakresu literatury amerykańskiej, doktoryzowała się w 1981. Zawodowo pracowała jako nauczyciel akademicki, w 1996 uzyskała pełną profesurę. W 2001 przeszła na emeryturę. Związana głównie z Uniwersytetem w Rijece. Na wydziale pedagogicznym była prodziekanem, kierownikiem katedry i dziekanem. Pełniła funkcję prorektora uczelni, a od 1993 do 1998 zajmowała stanowisko rektora uniwersytetu.
Angażowała się również w działalność polityczną. W 1994 z rekomendacji Chorwackiej Wspólnoty Demokratycznej została przewodniczącą izby wyższej chorwackiego parlamentu. Pełniła tę funkcję do czasu jej likwidacji w 2001.

## Odznaczenia
- Order Księcia Trpimira (1995)[5]